# علم الرايات

علم الاتحاد الدولي لنقابات علم الأعلام.

علم الرايات أو علم الأعلام هو الدراسة العلمية لتاريخ ورمز واستخدام الأعلام أو أي شيء يتعلق بالرايات والأعلام بشكل عام. اُستخدم هذا المصطلح باللغة الإنكليزية (Vexillology) للمرة الأولى في عام 1957 من قبل الأمريكي ويتني سميث، وتأسس المجلس الدولي لعلم الرايات في عام 1965 حيث يعقد اجتماع عام له كل عامين.